# Саноян, Аршак Рубенович
Аршак Рубенович Саноян (арм. Արշակ Սանոյան; род. 23 июня 1957, Мргашат, Армянская ССР) — советский борец вольного стиля, чемпион СССР (1978), чемпион Европы (1979), обладатель Кубка мира (1977). Мастер спорта СССР международного класса (1977).

## Биография
Родился 23 июня 1957 года в селе Мргашат Октемберянского района Армянской ССР.
Начал заниматься вольной борьбой в 1969 году под руководством Григора Акопяна. С 1972 года тренировался у Шагена Джаняна. С 1977 по 1981 год входил в состав национальной сборной СССР. В 1977 году становился обладателем Кубка мира, а в 1979 году — чемпионом Европы. В 1981 году был серебряным призёром XI летней Универсиады в Бухаресте.
В 1983 году завершил спортивную карьеру. В дальнейшем занимался тренерской деятельностью в спортивном обществе «Динамо», ереванской СДЮШОР и спортивном клубе Вооружённых сил Армении.
Сын Аршака Санояна Нарек также серьёзно занимается вольной борьбой. С 2006 по 2009 год он входил в состав юниорской сборной Армении по этому виду спорта, в 2008 году становился призёром чемпионата Европы в возрастной категории до 20 лет.

## Спортивные результаты
- Чемпионат СССР по вольной борьбе 1978 года — ;
- Чемпионат СССР по вольной борьбе 1979 года — ;